# Psychologie interculturelle du développement
La psychologie interculturelle du développement étudie l’influence du contexte social et culturel sur le développement de l'enfant au niveau comportemental, cognitif et affectif. Cette discipline s'inscrit dans le champ de la psychologie interculturelle et culturelle ainsi que de la psychologie du développement. Le psychologue russe Lev Vygotski a été le premier à saisir l’importance du rôle de la culture sur le développement dans les années 1920-30. Cependant, ce n'est que dans les années 1960 que sa théorie socio-culturelle a été découverte en Occident, marquant le point de départ de nombreuses études sur le lien entre culture et développement. 
Le développement de l’enfant est un processus complexe guidé et assisté par des groupes d’individus. Tout au long de ce processus, l’enfant est mené dans une certaine direction, définie par plusieurs facteurs. Un des facteurs principaux est la culture qui est transmise par les processus de socialisation et d’enculturation. Grâce à ceux-ci, l’enfant acquiert « les croyances, les valeurs, les pratiques, les compétences, les comportements, les manières de penser et les motivations » propres à sa culture, l’aidant à devenir un membre compétent susceptible d'apporter sa contribution au groupe.
Ainsi, l'étude de Whiting et Whiting illustre ce propos par une comparaison entre les temps d'aide aux tâches domestiques (dans le cadre familial) effectués par les enfants au sein de sociétés industrielles et agricoles. Les chercheurs ont observé une contribution au travail domestique plus importante chez les enfants au sein des sociétés agricoles. Par conséquent, les enfants qui collaborent davantage à ces tâches ont tendance à être plus affectueux et à aider plus facilement les autres. Tandis que les enfants qui y passent moins de temps tendent à être plus égoïstes et réclament plus d'attention et d'assistance.

## Histoire
Pendant longtemps, les théories du développement se sont tournées vers le développement interne de l’enfant, laissant de côté l’environnement et le contexte dans lequel celui-ci grandit. 

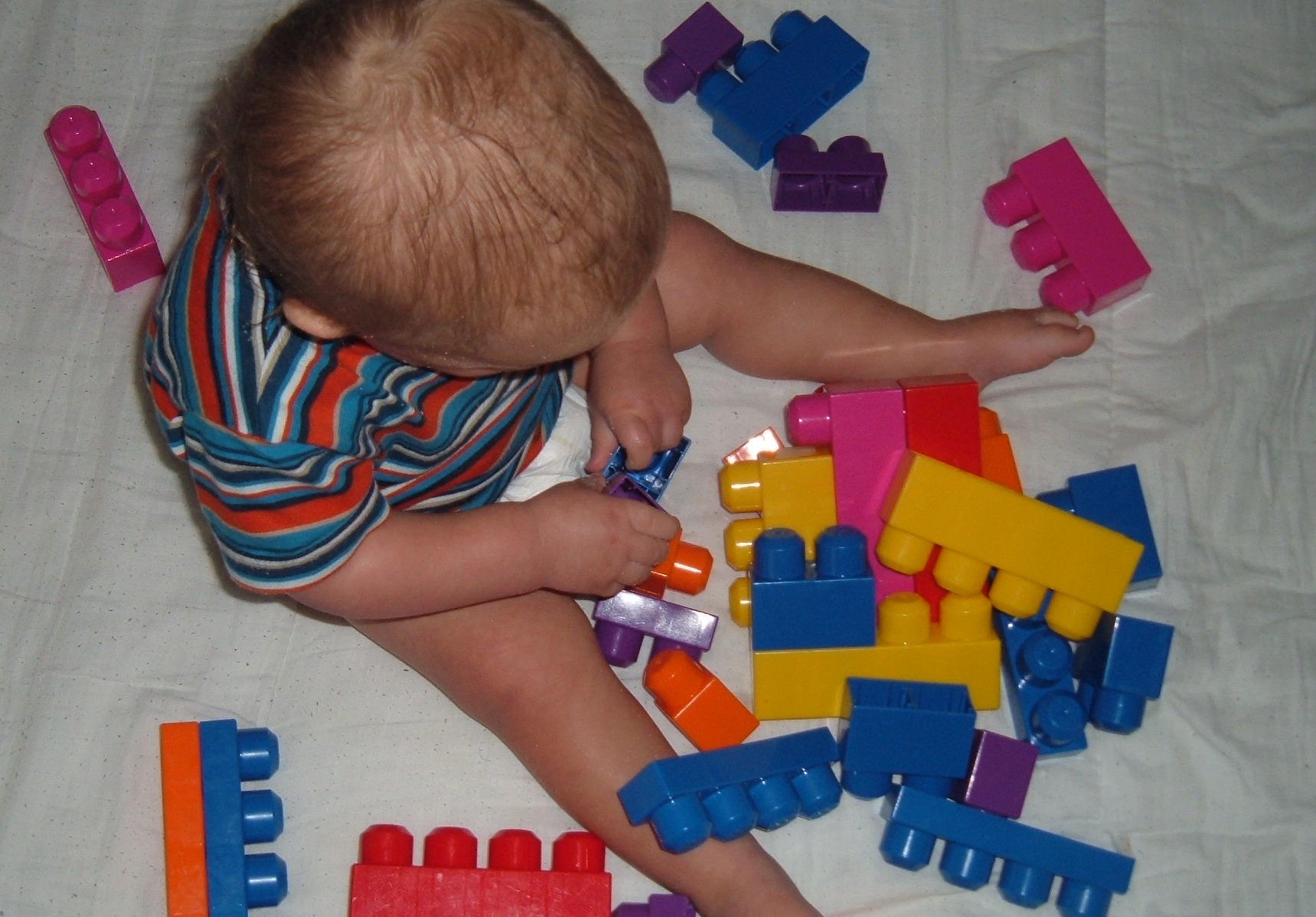
Enfant jouant avec des jouets

Les premières études concernant le développement de l’enfant ont été menées par Jean Piaget dans les années 1970. Selon lui, le développement intellectuel de l’enfant se fait en 4 périodes consécutives, elles-mêmes divisées en stades. À chaque stade correspond un âge moyen auquel l’enfant est supposé acquérir des compétences spécifiques. Cependant, à travers différentes cultures, les enfants montrent une certaine divergence dans l’âge d’acquisition de certaines aptitudes. Par exemple, Berry et ses collaborateurs ont montré que les enfants baoulés parvenaient à effectuer des tâches nécessitant l’utilisation d’objets de manière plus précoce que l'âge indiqué par Piaget. Ces auteurs pensent que cette variation est due au fait que les enfants baoulés ont accès à un plus grand nombre d’objets que les enfants occidentaux, qui eux ont principalement accès à des jouets.
D’autre part, Erik Erikson propose que le développement de l’être humain se fait en passant par des crises survenant tout au long de la vie. Afin d'atteindre un bon équilibre psychosocial, l'individu doit surmonter ces phases. Les crises proposées par cet auteur touchent à des dimensions qui concernent les valeurs telles que l’autonomie ou l’initiative. Pourtant, les croyances et les valeurs diffèrent selon les conditions de vie et la culture. Selon Erikson, la deuxième crise à surmonter, est appelée « autonomie versus honte ou doute », survenant au moment où l’enfant se rend compte qu’il a la capacité de choisir. D’après cet auteur, le fait de trop contrôler l’enfant  pendant cette période pourrait créer chez lui une tendance à la honte et au doute. Rogoff souligne quant à elle que l’autonomie est une valeur fortement encouragée dans les sociétés occidentales, mais qu'elle n'est pas universellement partagée.
Effectivement, les sociétés occidentales généralement considérées comme individualistes, accordent beaucoup d’importance au fait que l’enfant dorme seul. Cependant, dans les sociétés occidentales et collectivistes, dormir avec l’enfant est encouragé. On peut aussi observer la tendance, différente en fonction de la culture, des parents à inculquer la valeur d’autonomie, à travers des pratiques subtiles telles que les manières de jouer avec leurs enfants .
Par le passé, un certain nombre d'auteurs dont Piaget et Erikson, n'ont donc pas accordé une importance prépondérante à l'influence de la culture sur le développement de l'enfant.

## Développement et culture
D’un point de vue socioculturel, l’enfant apprend à agir, à penser et développe ses compétences grâce à sa participation dans des activités quotidiennes sous-tendues par des conventions, des routines et des normes culturelles. Ainsi, les pratiques culturelles servent non seulement à encourager et maintenir des modèles d’enseignement, mais contribuent aussi au développement affectif, cognitif et comportemental de l'enfant.

### Concept de transmission culturelle
C’est en 1981 que Cavalli-Sforza et Feldman développent le concept de transmission culturelle en s’inspirant du concept de transmission biologique. On parle de transmission biologique lorsque certains traits d’une population sont perpétués d’une génération à une autre grâce à des mécanismes génétiques. La transmission culturelle, quant à elle, implique la transmission de traits exclusivement comportementaux et dépend de mécanismes d’apprentissage.
Ces auteurs distinguent trois formes de transmission culturelle : la transmission verticale, la transmission horizontale et la transmission oblique.
La transmission verticale se déroule entre les parents et leurs enfants. Les parents transmettent leurs « valeurs culturelles, leurs compétences, leurs croyances, etc.» à leur descendance. En général, les parents biologiques prennent le rôle d'éducateurs. Il est donc difficile dans ce cas de figure de distinguer la transmission biologique de la transmission culturelle. Par contre, les formes de transmission horizontale et oblique sont exclusivement des modes de transmission culturelle. La transmission horizontale est l’apprentissage qu’un individu peut acquérir aux contacts de ses pairs dans les interactions quotidiennes. Enfin, lorsqu’un individu acquiert un apprentissage provenant de personnes de la génération de ses parents ou d’institutions, on parle de transmission oblique.
Dans le cas où cet apprentissage provient d’adultes ou d’institutions qui partagent la même culture que l’individu, on utilisera la dénomination « transmission culturelle ». En revanche, si cette forme de transmission provient d’un autre groupe culturel que celui auquel appartient l’individu, on parlera d’« acculturation ».
Deux processus sous-tendent ces trois formes de transmission culturelle : la socialisation et l’enculturation.

### Socialisation et enculturation
La socialisation est le processus commençant au début de la vie, par lequel les règles et les manières de se comporter sont apprises et intériorisées. Elles sont déterminées par la culture selon ses propres normes sociales, ses valeurs, ses croyances et les comportements attendus par celle-ci. La socialisation fait plutôt référence au processus même, aux mécanismes par lesquels l'individu apprend les règles de la culture.
L'enculturation est le processus par lequel l’enfant apprend et adopte « les bonnes manières » de la culture. La différence avec la socialisation est que l’importance est mise sur les résultats de la socialisation, c'est-à-dire sur les effets psychologiques subjectifs de la culture intériorisée dans le développement.
Ces processus qui commencent dès l'accouchement, durent jusqu'au dernier jour de vie. À la naissance, les enfants ont la capacité de distinguer tous les phonèmes que les humains sont capables de prononcer. Cette capacité du nouveau-né diminue déjà pendant la première année de vie, reconnaissant de moins en moins les phonèmes qui ne sont pas présents dans son environnement, dans sa langue. D’après cette constatation, les chercheurs suggèrent que les humains sont biologiquement préparés à entendre le langage dès la naissance, mais ce sont les premières expériences qui détermineront nos capacités linguistiques ultérieures. Le langage et la culture sont deux systèmes appris à travers les interactions sociales. L’apprentissage de la culture et de la langue sont certainement entremêlés car elles impliquent, dans les deux cas, un effort pour comprendre la signification de l’environnement social. Les enfants semblent naître avec une grande aptitude à percevoir les significations produites par leur environnement social et d’organiser leurs vies autour de ces significations, bien que cette aptitude diminuera, pour finalement se limiter aux significations de leur propre langue et leur propre culture.
Les agents d’enculturation et de socialisation peuvent être des personnes (tels que la famille, les pairs ou d'autres éducateurs), des institutions (comme l’école, la religion, la politique) ou des organisations (telles que les scouts, des équipes de sports, etc.). Cependant, les parents sont en général les agents d’enculturation et de socialisation les plus importants. Des chercheurs se sont intéressés à comment les interactions entre individus et différents agents de socialisation (et d’enculturation) contribuent à produire des cultures, et comment les identités culturelles et ethniques se développent. Bronfenbrenner postule que nous ne sommes pas passifs dans le processus de socialisation et d’enculturation. En effet, le développement serait selon lui, un processus dynamique qui interagit à plusieurs niveaux. Notre socialisation ne dépendrait donc pas simplement des agents tels que nos parents, notre famille, nos amis, l’école ou la religion, « nous contribuons aussi à notre propre développement en influençant les personnes et les contextes qui nous entourent ». Nous serions donc des agents actifs produisant aussi notre propre développement.

### Théorie des systèmes écologiques
Brofenbrenner est un des premiers développementalistes à adopter les idées de Vygotsky en développant sa théorie des systèmes écologiques en 1979. Il intègre dans cette théorie les paramètres microsociaux et macro sociaux qui influencent le développement de l’enfant. Pour représenter la socialisation de l’enfant ainsi que ses relations avec la culture, il utilise un schéma sous forme de cercles concentriques imbriqués les uns dans les autres à la manière des poupées russes. Dans ce schéma, quatre sphères entourent l’enfant en développement, allant de l’environnement immédiat à la culture étendue.

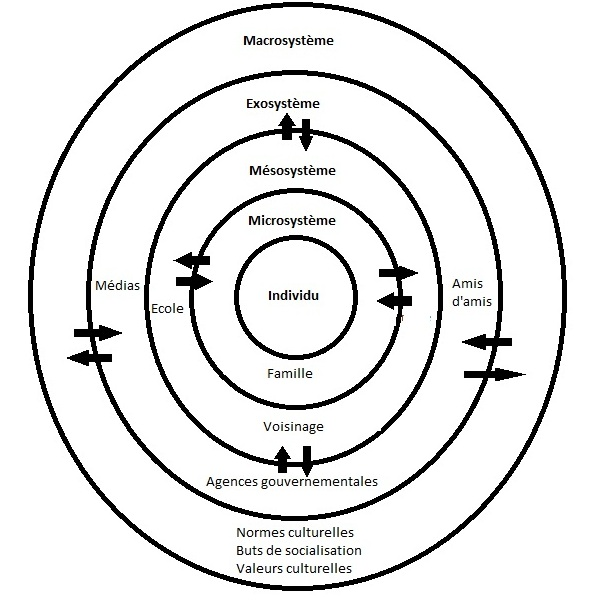
Le modèle du développement de l'enfant de Brofenbrenner

1. Le microsystème : Cette sphère est en contact direct avec l’enfant et représente ses principaux agents de socialisation tels que la famille (père, mère, frères et sœurs[7]).
2. Le mésosystème : Cette sphère entoure le microsystème. Elle symbolise d’autres microsystèmes inter-reliés comme l’école, le voisinage ou encore la crèche[3].
3. L’exosystème : C'est dans cette couche que l’on retrouve des protagonistes qui vont influencer le développement de l’enfant, mais de manière plus distante[3]. Il s’agit par exemple des agences gouvernementales locales, des médias, des amis d’amis[7], de la situation économique des parents[3], etc. Cette sphère influence le microsystème ainsi que le mésosystème[3].
4. Le macrosystème : Cette sphère est la couche la plus englobante du système écologique. Elle représente les normes culturelles, les buts de socialisation et les valeurs propres à une culture donnée[3].

Ces couches interagissent entre elles et influencent le développement de l’enfant. Ainsi, toujours selon Brofenbrenner, c’est en analysant les interactions quotidiennes de l’enfant au sein d’environnements naturels que l’on peut réellement comprendre son développement.

### Théorie des niches développementales
Super et Harkness, dans leur théorie des niches développementales, insistent sur le fait que le développement de l’enfant est un processus qui n’est pas seulement interne mais également influencé par l'environnement. Ce modèle propose de prendre le contexte culturel comme élément central dans le développement de l’enfant plaçant ainsi l’enfant dans sa « niche de développement », soit son « micro-environnement » matériel, social, culturel et psychologique.
Cette théorie suggère que l’individu et la culture s’influencent et se construisent mutuellement. Les niches développementales seraient composées de trois sous-systèmes liés et en interaction, qui fonctionnent de manière coordonnée : 
1. l’agencement du contexte physique et social
2. les traditions culturelles de soin et d’éducation
3. les ethnothéories des éducateurs

#### Contexte physique et social
« L’environnement physique et social regroupe tout à la fois, les caractéristiques matérielles, qu’elles soient naturelles ou construites (caractéristiques géographiques, habitat, objets disponibles, etc.), l’organisation sociale (familiale nucléaire ou étendue, regroupement par classe d’âge ou par sexe, etc.) toutes ces données correspondant à autant d’éléments qui vont structurer les expériences de l’enfant ». 

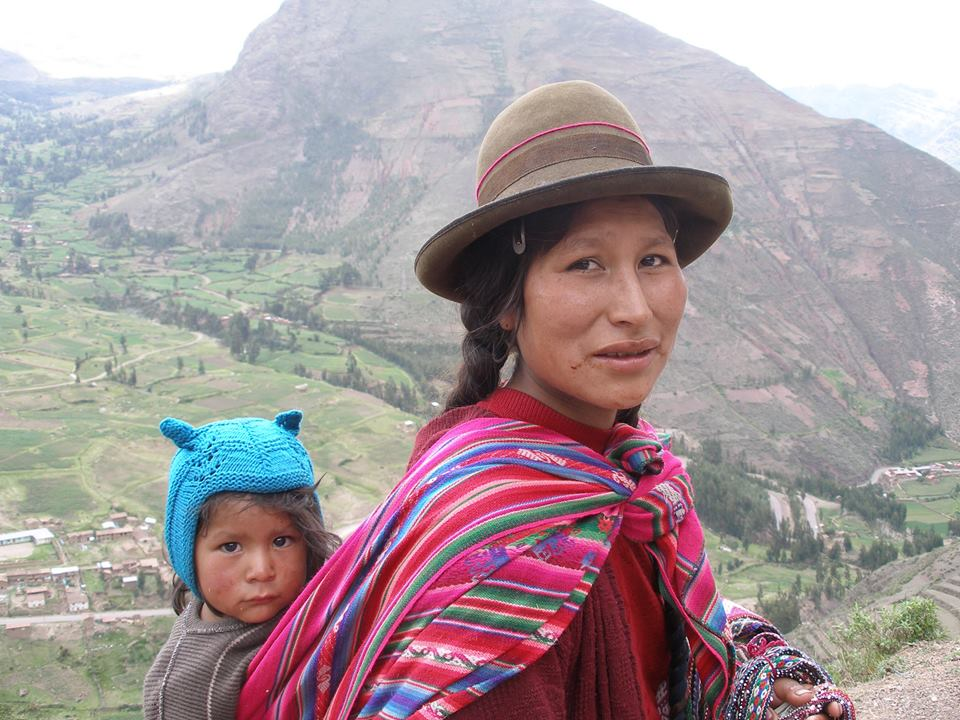
Mère péruvienne portant son enfant

Plusieurs études ont été menées afin de saisir l’importance du contexte sur les pratiques éducatives et sur le développement physique, psychologique, moteur et social de l’enfant.
Ainsi, une étude a permis de  saisir cette importance du contexte (climatique dans ce cas) en montrant que le portage du bébé en berceau était plus fréquent dans les régions où la température descend en dessous des 10 degrés alors que le portage en étoffe se fait plus souvent dans les régions où la température monte au-dessus des 10 degrés.
Une étude de Segall, Dasen et Poortinga s'intéresse à l’effet de ces différents modes de portage du bébé mais cette fois-ci, montrant l’importance du contexte social dans cette pratique. Ils ont remarqué que les enfants grandissant dans des contextes de famille nucléaire en Occident, passaient plus de temps dans un berceau et n’étaient pas en contact avec beaucoup de personnes. Au contraire, les enfants grandissant dans des familles traditionnelles, en présence de leur famille étendue, passaient plus de temps portés par leur mère. Dans ce dernier cas, l'enfant accompagne sa mère dans ses différentes activités et entre en contact avec plus de personnes différentes. Monroe et Monroe, ont remarqué que dans les foyers composés par plus de personnes, les enfants sont portés plus souvent par différentes membres, qu’ils reçoivent plus d’attention et de manière plus immédiate que les enfants vivant dans des ménages composés par moins d’individus. Cependant, le portage et l’attention à l’enfant n’est pas toujours procuré par la mère dans les foyers où habitent plus de membres. Ces différences ont un impact dans la relation mère-enfant au sein des différentes compositions du ménage.

#### Traditions culturelles de soin et d'éducation
« Les traditions évoquées ici sont des séquences de comportements mises en œuvre habituellement par les membres d’une communauté et si parfaitement intégrées dans la culture au sens large du terme, qu’elles ne nécessitent pas de rationalisation individuelle particulière et ne sont pas non plus nécessairement conscientes».
Ces manières d’éduquer, de prendre soin des enfants apprises par l’enculturation et la socialisation sont si naturelles qu’elles ne sont pas remises en question. Certaines pratiques sont retrouvées dans de nombreuses cultures comme le langage « bébé » consistant à mimer les tons de voix du bébé, alors que d’autres varient dans différentes cultures ou même au sein de la même culture.
Voici des études qui montrent l’influence de ces différentes traditions dans le développement des enfants.
Une étude de Bril & Sabatier montre que les enfants en France passent beaucoup plus de temps allongés que les bébés maliens. Dans plusieurs cultures, les bébés sont portés sur le dos car, selon les mères, cette manière de faire apaiserait les bébés en leur donnant un sentiment de sécurité. Les conséquences de cette pratique auraient un impact sur le développement de l’enfant. En effet, lorsque les enfants sont portés, ils sont placés à une hauteur leur permettant de voir d’un point de vue différent ce qu’il se passe autour d’eux et d’observer les activités et les interactions de la personne qui le porte avec les personnes qu’elle rencontre. De plus, la position dans laquelle ils se trouvent les oblige à faire des efforts physiques en s’ajustant au mouvement du porteur. Il a été observé que les enfants portés sur le dos acquièrent plus rapidement la position assise et marchent plus tôt que les enfants américains. Par contre, ces derniers rampent plus rapidement.

#### Ethnothéories des éducateurs
Les ethnothéories des éducateurs ou ethnothéories parentales, sont « les croyances, les valeurs et les pratiques des parents ou éducateurs à l’égard de la manière appropriée d’élever un enfant ». Ces ethnothéories incluent des sujets tels que les horaires des repas, la régulation du sommeil, les manières de donner de l’affection et d’être chaleureux avec l’enfant, les attentes des parents quant à l'âge d'acquisition de certaines compétences (comme le langage, la marche, la course ou la propreté), etc.
Il est difficile d’établir le sens de l’interaction entre les ethnothéories parentales et le développement. En effet, il n’est pas certain que ce soient les ethnothéories qui influencent le développement de l'enfant ou bien les pratiques éducatives ou le contexte qui en sont responsables. Cependant, une étude comparative portant sur les ethnothéories parentales et les acquisitions quotidiennes des enfants  abordant 3 grands domaines (activités quotidiennes domestiques et familiales, activités académiques et l’autonomie), suggère que les différences culturelles dans les ethnothéories de l’enfant dépendent fortement du champ. En effet, cette étude a révélé que le domaine académique est conceptualisé plutôt par les institutions, rendant cette conceptualisation plus homogène entre différentes cultures lorsqu’elles sont reprises par les parents. Par contre, cet auteur observe une plus grande hétérogénéité entre les cultures dans le domaine domestique et familial.
D'autre part, une étude menée par Zack, Bril et Nkounkou-Hombessa. montre les relations entre les ethnothéories et le développement réel de l’enfant. Dans cette étude, il a été demandé à des mères bambaras (groupe ethnique du Mali), puis à des mères françaises, à quel âge elles pensaient que les enfants devaient acquérir la position assise. Les premières ont répondu « entre 3 et 4 mois » alors que les mères françaises répondaient « à 6 mois ». En effet, les bébés de mères bambaras pouvaient rester assis aux environs des 3-4 mois alors que les bébés français n’y parvenaient qu’aux alentours des 6 mois.
En Australie, certains aborigènes croient que la fécondation est le fruit de l’arrivée de l’esprit d’un ancêtre dans le ventre de la femme. Les ancêtres étant honorés et vénérés, sont très respectés. Après la naissance, le père de l’enfant et un chaman essayent de trouver à qui appartient cet esprit qui a sauté dans le ventre de la mère afin de savoir de quel ancêtre il s’agit, et de lui redonner son nom. L’enfant jouit d’une grande liberté car il est considéré comme un ancêtre ayant sa propre personnalité dès la naissance et qui mérite un grand respect. Cependant, dans d’autres sociétés, l’enfant est vu comme un nouvel être né sans aucune connaissance à qui il faut tout apprendre et qui doit tout découvrir.
Les ethnothéories parentales jouent donc un rôle sur beaucoup d’aspects différents du développement de l’enfant. Les parents observent leurs enfants dans leur propre environnement social, ils reflètent eux-mêmes les normes sociales et les attentes culturelles dans leur manière de traiter l’enfant et dans leur manière de percevoir le monde. Finalement, les parents et d’autres éducateurs de l’enfant, influencent le développement de l’enfant par la socialisation qui reflète certaines croyances.

### Théorie de la médiation culturelle
Dans cette théorie, la culture est vue comme médiateur entre les facteurs biologiques et environnementaux dans le développement humain. La culture serait un médiateur grâce auquel les facteurs biologiques et environnementaux sont exprimés. Ainsi, afin de bien comprendre le processus de développement, il est nécessaire de prendre en compte le contexte culturel des comportements.
Pour Cole, les cultures sont façonnées par l'environnement, et donnent forme à l'environnement. Elles sont aussi façonnées par l'évolution des humains donnant aussi forme à cette évolution. Ainsi, « les idées émanant de générations précédentes, influencent la manière dont les générations futures évoluent culturellement et biologiquement ».

### Modèle des composants de la parentalité
Le modèle des composants de la parentalité d'Heidi Keller se base sur l’idée qu’il y a des répertoires universels de systèmes parentaux qui vont être modulés par des mécanismes interactionnels. Keller dénombre trois mécanismes interactionnels entre le parent et l’enfant : 
1. le mode d’attention (qui peut être exclusif ou partagé)
2. la contingence (en termes de réactivité rapide)
3. la chaleur

Ces mécanismes interactionnels vont façonner le mode et le style des comportements expressifs des parents. 
C’est à partir de six comportements parentaux que Keller va définir ces systèmes:
1. les soins primaires
2. les contacts corporels
3. la stimulation corporelle
4. la stimulation objectale
5. les échanges en face-à-face
6. les récits

Les mécanismes interactionnels ainsi que les systèmes parentaux peuvent se combiner de manière différente. Ces différentes combinaisons permettent à l’enfant de développer une psychologie adaptée au contexte dans lequel il grandira.
Ainsi, Keller et ses collègues observent que dans de nombreux environnements traditionnels le style parental est proximal durant la première année de vie de l’enfant. Cela implique de nombreux contacts corporels, beaucoup de stimulations corporelles et peu de mentalisation verbale.
En parlant de contacts corporels expérimentés par l’enfant, Keller et ses collègues font référence à une proximité physique importante, mais aussi au portage de l’enfant et à ses habitudes de sommeil. En effet, dans de nombreuses sociétés traditionnelles l’enfant en bas âge expérimente des contacts tactiles avec son entourage la quasi-totalité du temps. Durant la journée, il est porté par sa mère ou d’autres personnes et durant la nuit, il ne dort pas seul. Par exemple, les nourrissons des tribus de chasseurs-cueilleurs Aché en Amérique du Sud passent environ 90 % de leur journée en contact tactile avec leur mère. Ces contacts corporels très fréquents permettent à l’enfant d’expérimenter une chaleur affective associée à la cohésion sociale et aux sentiments d’appartenance qui sont deux caractéristiques primordiales et nécessaires au sein des sociétés interdépendantes.
Les stimulations corporelles sont caractérisées par la relation dyadique entre l’enfant et sa mère. À travers le mouvement et le toucher, les mères dans les sociétés interdépendantes vont stimuler leurs nourrissons menant à un développement moteur précoce.
Enfin, l’environnement verbal dans ce style parental est assez pauvre et caractérisé par des instructions émanant de la mère vers l’enfant avec une grande importance accordée au contexte social, à la droiture morale et aux conséquences de certains comportements. L’expression des émotions est considérée comme un comportement perturbateur qu’il faut contrôler.
En réaction à ces comportements parentaux, l’enfant va développer un « soi interdépendant » qui correspond au contexte d’interdépendance socioculturelle dans lequel il grandit.

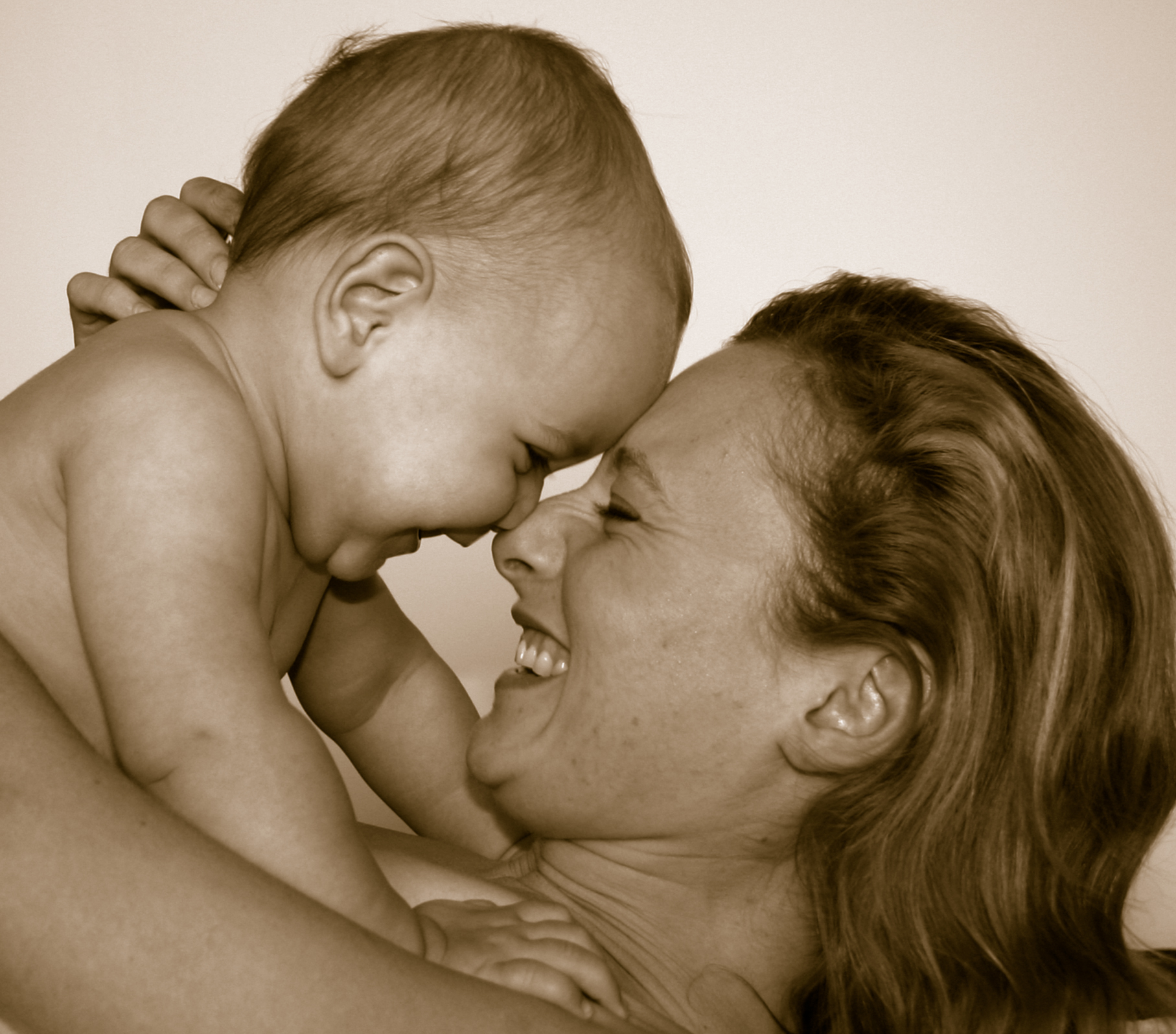
Contact face-à-face entre une mère et son enfant

À l’inverse, le développement par l’enfant d’un « soi indépendant » correspond à un style parental distal où les contacts face-à-face, la stimulation objectale ainsi qu’un environnement verbal élaboré sont prépondérants.
Dans les contacts face-à-face, les parents échangent avec l’enfant des contacts visuels et lui parlent selon un pseudo dialogue. L’utilisation de signaux communicatifs selon un pseudo dialogue permet à l’enfant de comprendre qu'il est à l'origine de la réaction de ses parents. Ceci le mène à se percevoir comme unique et efficace. La stimulation objectale permet à l’enfant de se lier à l’environnement physique en général et plus spécifiquement au monde non social des objets.
Enfin, l’environnement verbal dans le style parental distal est riche et détaillé à l’inverse de l’environnement verbal que l’on retrouve dans les systèmes parentaux proximaux. Ici, les parents interagissent avec leurs enfants en leur posant des questions et en intégrant les productions de l’enfant dans le discours. Cela mène l’enfant à produire des modèles de conversation. De plus, les émotions ne sont pas mal vues, au contraire, elles sont perçues comme une expression du soi et une affirmation de l’importance de l’individu.
Ce style parental mène au développement d’un « soi indépendant » et est souvent retrouvé dans les contextes socioculturels indépendants où les individus sont considérés comme des agents séparés qui vont être impliqués dans des relations sociales compétitives et indépendantes.

## Développement et changement social
La plupart des théories développées en psychologie interculturelle du développement partent du postulat que les cultures sont stables et non dynamiques. Patricia Greenfield dans sa théorie du lien entre le changement social et le développement humain va quant à elle prendre en compte deux niveaux de développement : celui qui apparaît durant la vie d’un individu, mais aussi celui qui peut apparaître d’une génération à une autre.

### Théorie du lien entre le changement social et le développement humain
Le but de la théorie du lien entre le changement social et le développement humain de Greenfield est d’expliquer comment la transformation des conditions sociodémographiques d’une société va venir influencer et changer les valeurs culturelles au sein de cette société, ainsi que les formes du développement individuel au cours des générations successives.
Pour cela, elle distingue deux prototypes généraux d’écosystèmes socioculturels contrastés : la communauté ou « gemeinschaft » et la société ou « gesellschaft ». Greenfield précise que cette distinction est utile dans l’analyse du changement car elle va permettre de fixer des limites extrêmes entre lesquelles pourra se localiser le processus de changement en fonction d’un continuum.
- L’environnement de type « communauté » est caractérisé par un écosystème rural, à petite échelle, relativement fermé sur soi, ce qui entraîne une grande homogénéité interne. On y observe une division simple du travail, la présence de techniques sommaires ainsi qu’une éducation faite à la maison, donc peu d’alphabétisation des enfants. Les activités ont pour but la subsistance et le contexte est principalement pauvre. Enfin, les relations sociales sont interdépendantes dans le sens où elles sont établies pour la vie au sein de la famille.

- L’environnement de type « société » quant à lui est caractérisé par un écosystème urbain, à grande échelle, ouvert vers le monde extérieur, ce qui mène à une grande hétérogénéité des personnes. Les rôles économiques dans ce type d’environnement sont différenciés, les techniques utilisées sont complexes et l’éducation est principalement prise en charge par l’école. Les activités qui y sont développées sont des activités marchandes dans un contexte d’enrichissement. Les relations sociales sont généralement indépendantes et passagères.

Le développement social et cognitif de l’enfant sera différent en fonction du contexte dans lequel il naîtra. Nous retrouvons ici les idées de Keller sur le développement par l’enfant d’un soi interdépendant ou indépendant en fonction de l’environnement socioculturel dans lequel il naît. Le concept principal est donc celui de l’adaptation de l’enfant aux caractéristiques sociodémographiques de l’environnement. Dans chaque prototype, les valeurs culturelles ainsi que les contextes d’apprentissage vont être différents, ce qui va mener à des trajectoires de développement individuel différenciées.
Greenfield, contrairement à Keller, amène une nuance entre ces dichotomies. En effet, elle considère qu’il existe des valeurs intermédiaires entre les environnements « communauté » et « société », ce qui entraînera des résultats intermédiaires sur les variables de développement. De plus, elle porte son intérêt sur les changements qui apparaissent dans nos sociétés. De manière générale, les environnements évoluent « vers davantage d’urbanisation, vers de meilleurs niveaux d’éducation formelle, vers un accroissement du système d’échanges commerciaux, vers une augmentation de la complexité des techniques ». Cela revient donc à dire que le mouvement de changement général des écosystèmes socioculturels s’oriente vers un type « société ». Ces changements sociodémographiques vont avoir des répercussions sur « les formes de socialisation, les valeurs culturelles, les modes d’apprentissage et le développement individuel ».
Ce processus de changement peut être endogène ou exogène. 
- Il est endogène lorsqu’il s’opère au sein d’une même société.
- Il est exogène quand une seconde société entre en jeu, comme c’est par exemple le cas lorsqu’il y a des immigrants qui viennent s’installer dans un écosystème différent du leur.

Afin de mesurer les effets du changement social, Greenfield va se focaliser sur la différence entre générations, soit par la sociogenèse c’est-à-dire en comparant des générations successives à différentes périodes de l’histoire d’un groupe, soit par l’ontogenèse c’est-à-dire en comparant des générations successives au même moment de la vie des individus, ou encore en comparant des générations différentes au même moment de l’histoire.

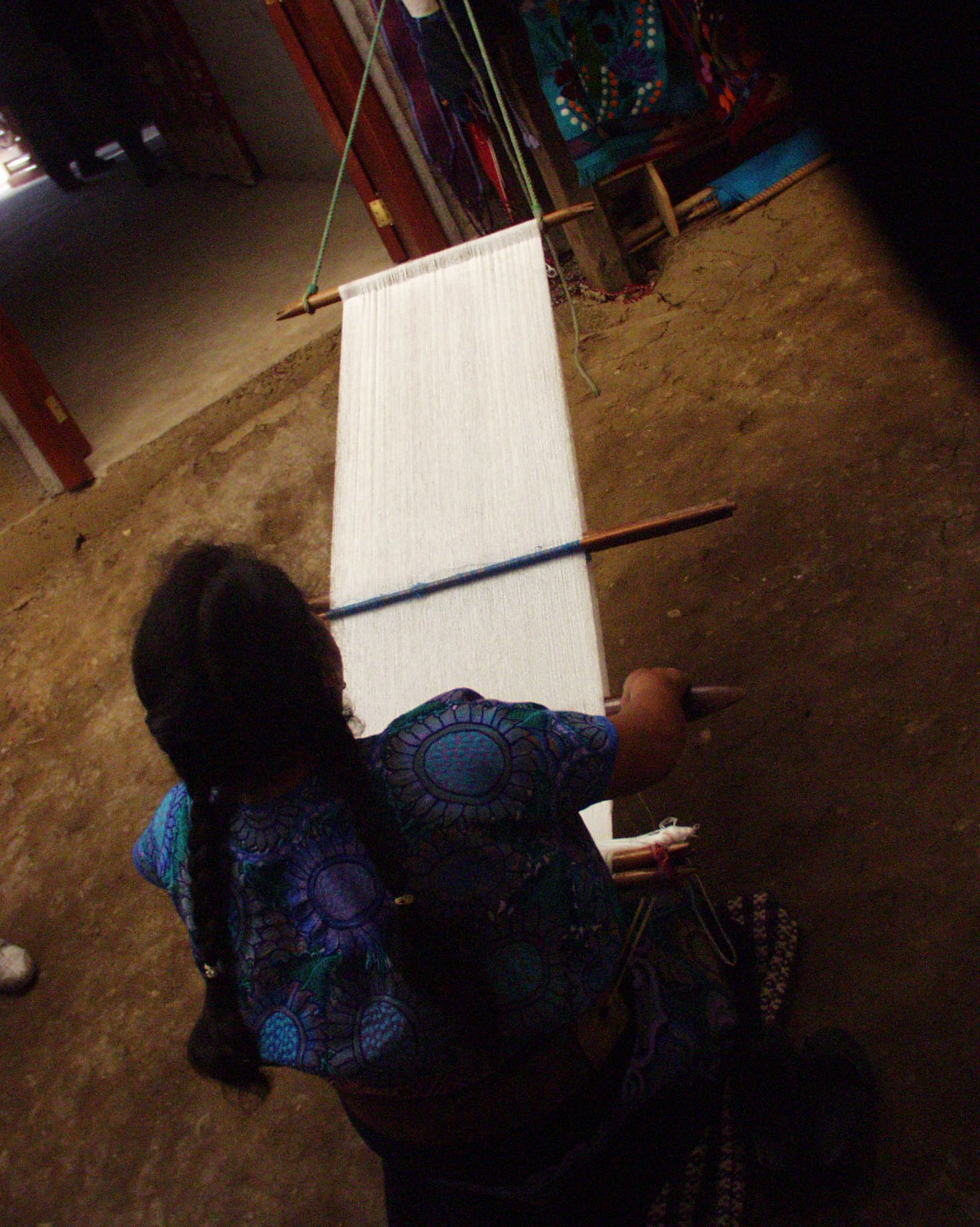
Femme Zinacantec tissant

Greenfield, Maynard et Childs ont étudié en 2003 un processus de changement endogène chez les Mayas Zinacantec du Mexique. Ces chercheurs ont observé un changement au sein de l’économie maya zinacantec entre 1969 et 1991. Ils mettent en évidence le passage d’un système de subsistance à un système commercial. Ainsi, en 1970 les activités de subsistance telles que l’agriculture et le tissage des vêtements de la famille occupaient une place importante au sein de ces communautés. Vingt ans plus tard ce sont les activités marchandes telles que la vente et l’achat de textile qui vont devenir leur principale source de revenus. Ce changement peut être qualifié de passage d’un système « communauté » à un système « société » et n’est pas sans conséquences sur les valeurs culturelles et les contextes d’apprentissages de ce groupe culturel. C’est par la comparaison entre la génération des mères et des filles de ce groupe que Greenfield va mettre en évidence ces conséquences. Il ressort de cette comparaison que le développement cognitif en rapport avec le tissage des textiles a changé d’une génération à une autre à cause de changements sociodémographiques. En effet, les mères mayas ont dû adapter leurs comportements éducatifs à un nouvel environnement où les valeurs culturelles ne sont plus basées sur l’interdépendance mais bien sur l’indépendance par rapport à la famille. Étant donné que les mères sont impliquées dans des activités commerciales externes, elles sont moins disponibles pour apprendre à leurs filles à tisser. Ces dernières vont donc apprendre à tisser de manière plus indépendante que la génération de leurs mères. Cela va donc opérer un changement au niveau du tissage lui-même, avec le passage d’une création où les tissages familiers sont très détaillés et peu innovants vers la création de motifs nouveaux et plus schématiques.